# Wkra (rivière)
Pour les articles homonymes, voir Wkra.
La Wkra est un cours d’eau situé en Pologne et un sous-affluent de la Vistule par le Narew.
Parmi ses affluents est la Lydynia.

## Principales localités traversées
- Bieżuń, Radzanów, Strzegowo, Glinojeck, Sochocin, Joniec, Pomiechówek, Nowy Dwór Mazowiecki